# Students for a Democratic Society
Students for a Democratic Society was een Amerikaanse links-activistische studentenorganisatie, opgericht in 1959 als opvolger van de Student League for Industrial Democracy.
De beweging ontstaat in 1960, uit onvrede met de House Committee on Un-American Activities heksenjacht naar communisten, de schijndemocratie en de 'deadlocked fifties'. Op deze basis zal in 1962 de Port Huron Statement van Tom Hayden worden opgesteld, die een hervorming van de bestaande maatschappij propageert, met een actieve rol voor studenten in deze hervorming. De beweging beschouwt de Vietnampolitiek van haar regering als imperialisme en onderneemt daartegen verschillende acties zoals petities, betogingen maar ook teach-ins. De  acties worden in deze fase gekenmerkt door hun niet gewelddadig karakter. In augustus 1966 leggen de leden de Clear Lake Convention vast in Iowa.
Vanaf 1967 gaat de vereniging, inmiddels onder haar nieuwe naam SDS, een nieuwe fase in. Er voltrekt zich een radicalisering van de beweging onder invloed van neo-marxistische auteurs. Het actieterrein van de leden wordt voortaan de campus zelf. In februari van dat jaar is er een SDS conferentie in Princeton waar de vereniging haar mondiale maatschappijkritiek verwoorden onder hun New Working Class Theory. In de zomer nemen ze deel aan een internationaal studentencongres te Berlijn.
De sfeer onder de studenten wordt grimmiger zoals blijkt uit het incident aan de Columbia University in 1968. De SDS verleent haar steun aan dit incident, waarvan de belangrijkste eigenschap het gewelddadige protest is tegen de gevestigde orde. Ook wordt er schade aangebracht aan eigendommen van de universiteit. In juni van dat jaar is er opnieuw een SDS conventie waarin expliciet gekozen wordt voor gewelddadig protest. Op dat moment is de invloed van de SDS op haar hoogtepunt. Ze telt dan tussen de 50000 en 75000 leden in een honderdtal afdelingen.
De daaropvolgende conventie in december 1968 zou tot een breuk leidden binnen de beweging. De maoïsten probeerden de macht te grijpen, wat mislukte en waarop ze hun eigen beweging begonnen. Ze lieten zich SDS-PLP (SDS-Progressive Labour Party) noemen en verkondigden hun stellingen dat alleen arbeiders revolutionair kunnen zijn in de geschiedenis en meenden dat de arbeiders daarom samen met de studenten een voorhoedepartij moesten zijn in het verdere verloop van het studentenprotest.
In de lente van 1969 zou het protest tot uitdrukking komen aan de Cornell University, dat een broeihaard van raciale ontevredenheid was. Studenten protesteerden er door de universiteit te bezetten. Nadat deze actie vreedzaam raakte opgelost was er opnieuw verdeeldheid binnen de SDS. Eerst werd het RYM I (Revolutionary Youth Movement I) opgericht  dat eerder een paramilitaire organisatie was, maar dat vanaf november 1969 al werd vervangen door RYM II, dat ook koos voor gewapend verzet maar daarvoor wilde wachtten tot het effectief tot een massabeweging was uitgegroeid. 
Hoewel het SDS nog een conventie hield in 1972 betekende dit het einde van haar invloed. 
- Bibsys: 90100613
- Bibliothèque nationale de France: cb13318816t (data)
- International Standard Name Identifier: 0000 0001 2294 3278
- Library of Congress Control Number: n50010551
- Nationale Bibliotheek van Tsjechië: kn20020322389
- Nationale Bibliotheek van Israël: 987007526225705171
- SNAC: w6136kn0
- Système universitaire de documentation: 027563502
- Virtual International Authority File: 147204087